# Karl May
Carl Friedrich May (Ernstthal, 25 februari 1842 – Radebeul, 30 maart 1912), meestal Karl May genoemd, was een Duitse schrijver die wereldwijd bekend is geworden door zijn vele avonturenromans over Winnetou en Old Shatterhand in het Wilde Westen en in mindere mate de verhalen van Kara Ben Nemsi en Hadji Halef Omar in Noord-Afrika en het Midden-Oosten.

## Levensloop

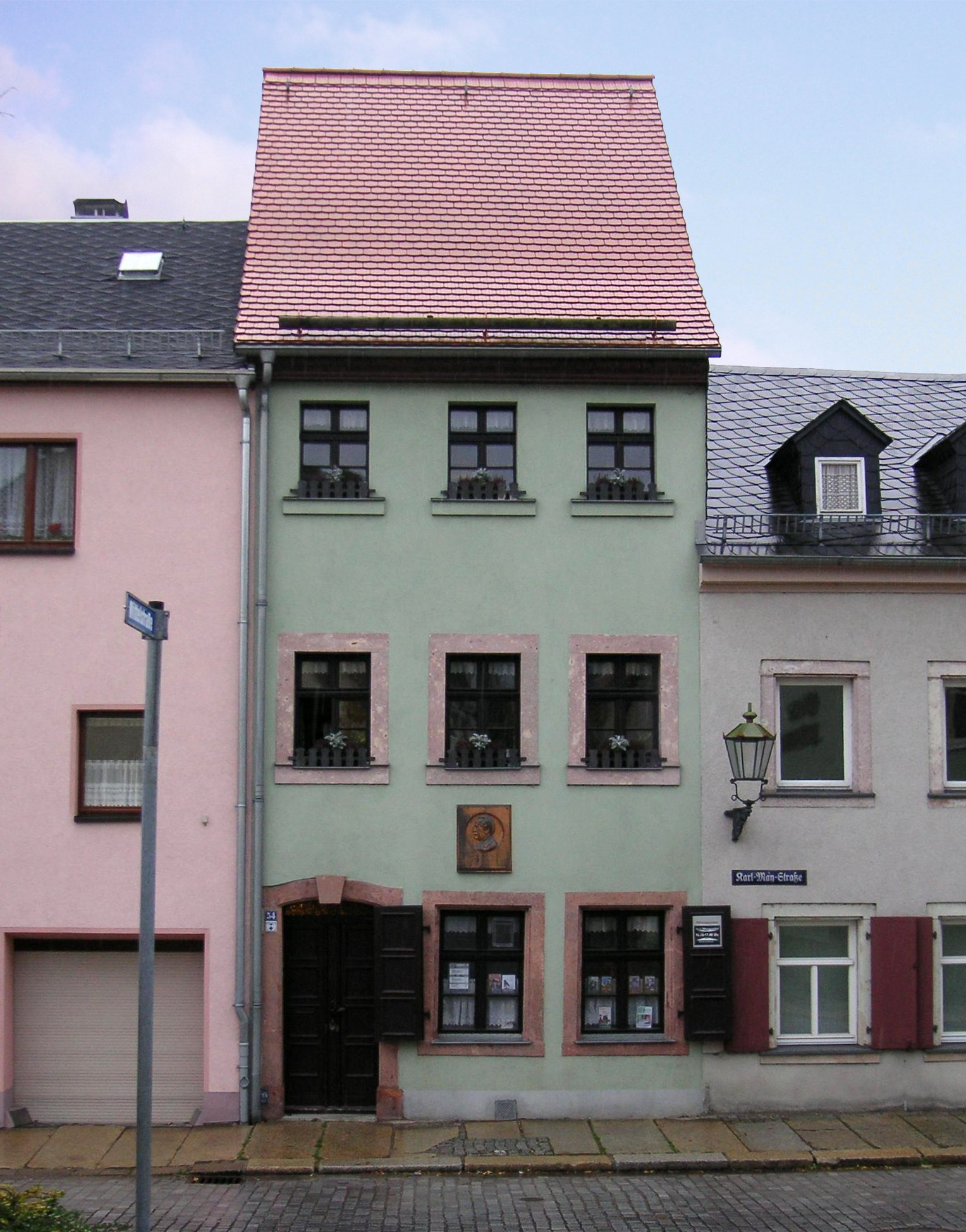
Het huis waar Karl May geboren is.

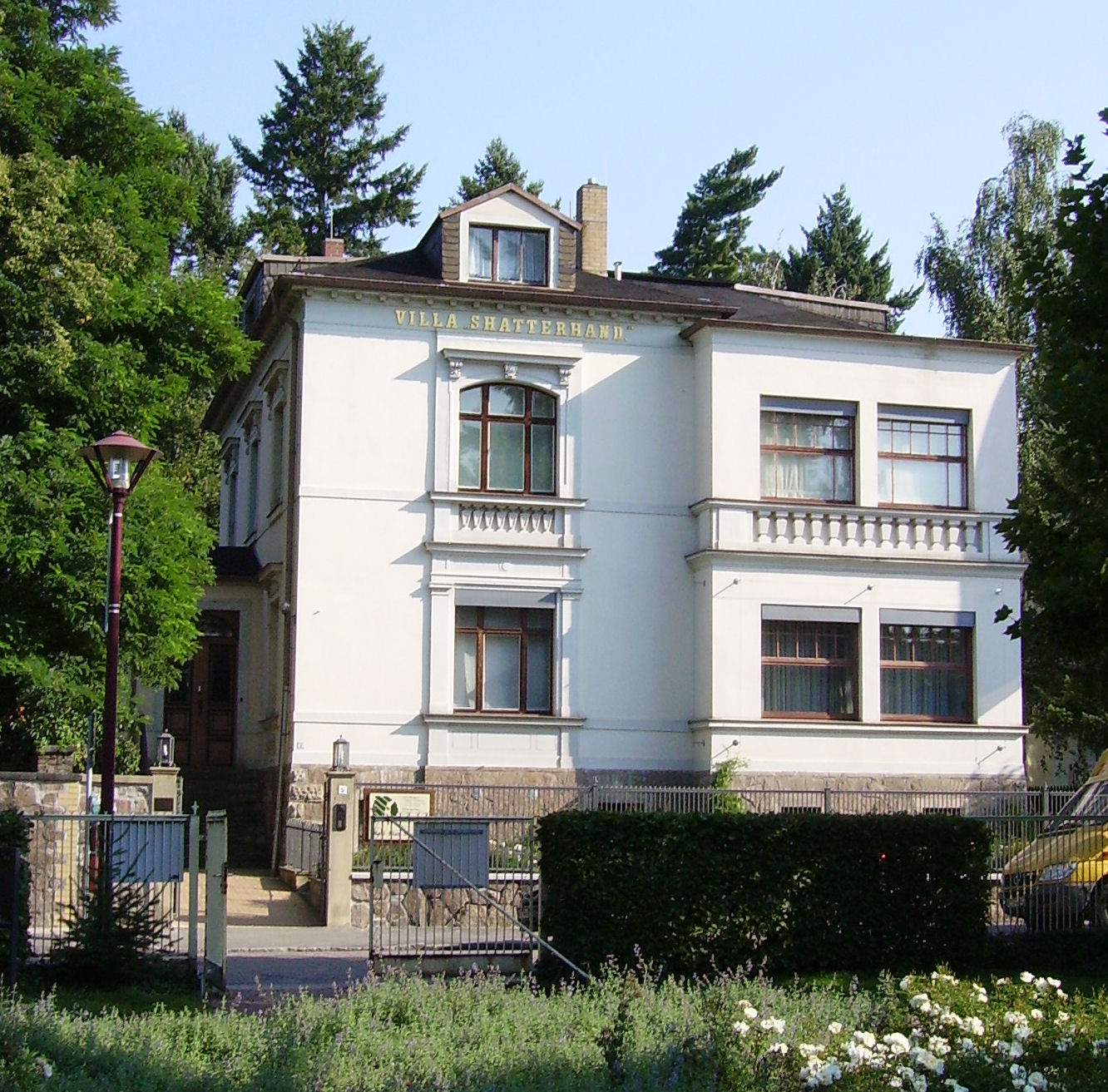
Villa Shatterhand.

May werd geboren in Hohenstein-Ernstthal, als vijfde kind van de wever Heinrich May en zijn echtgenote Wilhelmina Weise. Negen van de dertien andere kinderen in het gezin stierven op jeugdige leeftijd. Kort na zijn geboorte werd hij blind door vitaminegebrek. Gedurende zijn blinde kinderjaren vertelde zijn grootmoeder hem veel sprookjes, waardoor zijn fantasie zich ontwikkelde. Op vier- of vijfjarige leeftijd werden hem na medisch onderzoek de juiste voedingsmiddelen (vitamine A & D) toegediend, waarna hij kon zien en lopen.
Op 29 september 1856 begon hij een opleiding tot leraar in Waldheim, Saksen. Hier werd hij in 1860 veroordeeld wegens diefstal van zes kaarsstompjes.
In 1861 legde May het leraarsexamen af. Hij werd als leraar aangesteld bij de fabrieksschool in Altchemnitz. Hier werd hij op 26 december wegens diefstal (een horloge, dat hij van een kamergenoot overdag mocht lenen, nam hij voor het weekend mee naar huis, waarna de kamergenoot aangifte deed) veroordeeld tot een vrijheidsstraf. Hij verloor zijn betrekking en zijn lesbevoegdheid.
Toen hij zich in 1865 voor een vermogend arts uitgaf, werd hij betrapt en tot vier jaar tuchthuis veroordeeld; hij kwam vroegtijdig vrij in 1868. Hij beging hierna in verschillende betrekkingen nieuwe diefstallen, waarvoor hij van 1870 tot 1874 in het tuchthuis in Waldheim gevangenisstraf uitzat. Hij kwam weer op het rechte pad toen hij de katholieke lekencatecheet Kochta ontmoette.
In de periode 1875-1878 had May een aanstelling als redacteur van de colportageweekbladen Der Beobachter an der Elbe en Frohe Stunden. Deze bladen waren het eigendom van uitgever Heinrich Gotthold Münchmeyer. May begon toen enkele zelfgeschreven verhalen te publiceren. In 1880 huwde hij met Emma Pollmer, met wie hij al enkele jaren samenwoonde.
In de jaren 1881-1887 verschenen de eerste versies van zijn reisavonturen als De doodskaravaan, Door Koerdistan en Naar Istanbul in het katholieke gezinsblad Deutscher Hausschatz. Ook begon hij in deze periode aan zijn vijf grote Münchmeyerromans, waaronder De liefde van de Ulaan, De wraakjacht rond de aarde, De verloren zoon, Duitse harten, Duitse helden en De weg naar het geluk. Deze laatste vier verschenen onder diverse pseudoniemen. De reden hiervoor was dat ze een bepaalde mate van erotiek bevatten, wat in die tijd ongepast was. Münchmeyer beschouwde dit als een noodzakelijk middel voor de losse huis-aan-huis verkoop van zijn bladen, maar ze waren strijdig met Mays idealen van liefde voor de natuur, voor mensen, God en vrede.
In 1888 kreeg May een vaste aanstelling als medewerker aan het Stuttgarter tijdschrift Der gute Kamerad. Vanaf 1892 verschenen zijn reisvertellingen in steeds grotere oplagen. De meeste van zijn Amerikaanse romans kenmerken zich door een christelijk moralistische, romantische inslag. Door de goede verkoop van zijn boeken ging het hem voor de wind.
In 1899-1900 ondernam hij zijn eerste reis naar de Oriënt. Ook maakte hij een reis naar Amerika (1908), vanwaar hij veel originele souvenirs uit het dagelijks leven van verschillende indianen meenam. Op 4 maart 1903 liet hij zich scheiden van zijn vrouw, en huwde op 31 maart met zijn secretaresse Klara Plöhn. Hij ging zichzelf als groot literator zien, maar zijn latere werk (Babel en Bijbel, Naar het land van de zilveren leeuw, Vrede op aarde) vond geen erkenning.

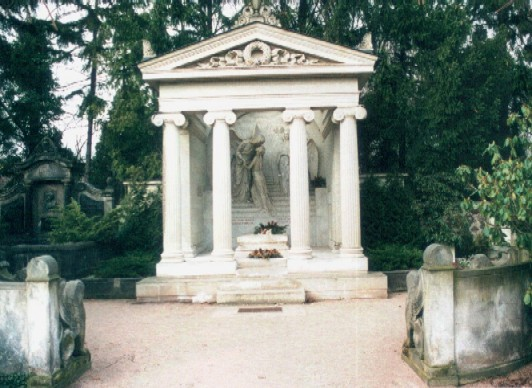
Het graf van May.

In 1904 werden de vroegere veroordelingen van May bekend bij het publiek, waardoor hij veel sympathie verloor. Er ontstond zelfs een hetze tegen hem, culminerend in, bijvoorbeeld, Lebius' brochure Karl May - ein Verderber der deutschen Jugend. Tijdens processen tegen het publiceren van zijn Münchmeyerromans onder zijn eigen naam verloor hij veel van het geld dat hij met schrijven had verdiend. Toen hij in 1912 overleed, was hij een gebroken man.
Na zijn dood richtte zijn vrouw Villa Bärenfett (Villa Berenvet) in met souvenirs van hun Amerikareis. Het was een van de uitgebreidste tentoonstellingen van originele 19e-eeuwse Indiaanse attributen in Europa. Deze villa is, evenals Villa Shatterhand, te bezichtigen in Radebeul, Duitsland.

## Werken

### Algemeen
De werken van May worden meestal ingedeeld in:
- Reisverhalen
- Jeugdverhalen
- Colportageromans (ook Münchmeyerromans genoemd)
- Overige

De werken van May worden niet gerekend tot de literatuur (in engere zin), maar tot de lectuur (Duits: Trivialliteratur) en May wordt dan ook wel als volksschrijver aangeduid. In Nederland en België worden zijn werken als jeugdlectuur beschouwd, en vele volwassenen kwamen er niet voor uit dat zij ook May lazen.
Enkele kenmerken die men in zijn werken vindt:
- De personages zijn duidelijk verdeeld in "de goeden" en "de kwaden"
- Duitse personages horen vrijwel altijd bij "de goeden"
- Uitgebreide beschrijving van het uiterlijk van de personages en van de landschappen waarin zij reizen
- De minimale rol van vrouwen en liefde
- Sterke aanwezigheid van het christendom, in latere werken grenzend aan bekeringsdrang
- De bovenmenselijke vaardigheden en kennis van de helden uit de verhalen
- De helden zijn de spreekwoordelijke good guys: ze strijden voor een als nobel afgeschilderde zaak
- De helden zijn doorgaans vergevingsgezind
- De personages zijn vrijwel voortdurend op reis
- Veelvuldige gevangenneming en bevrijding of ontsnapping van zowel de "goeden" als de "kwaden"
- Totale afwezigheid van materiële zorgen; van vele personages blijft onduidelijk hoe zij in hun levensonderhoud voorzien

### Pseudoniemen
De werken van May werden uitgebracht onder de volgende namen en pseudoniemen: Karl May (of Dr. Karl May), Carl May, Capitain Ramon Diaz de la Escosura, M. Gisela, Hobble-Frank, Karl von Hohenthal, D. Jam, Prinz Muhamêl Lautréaumont, Ernst von Linden, P. van der Löwen, Emma Pollmer (de naam van zijn eerste vrouw) en Richard Plöhn.

### De verhalen
De meeste verhalen spelen zich af in de 19e eeuw, tussen 1860 en 1880.
De namen van de personages zijn in enkele gevallen verschillend per uitgave of bewerking. De bekendste zijn:
Uit de verhalen die spelen in Noord-AmerikaApache-opperhoofd Winnetou (met zijn zilverbuks, en zijn paard Iltshi) en zijn blanke bloedbroeder Old Shatterhand (met zijn paard Hatatitla, Henrybuks en berendoder), en verder: Dick Hammerdull en Pitt Holbers, Hobble-Frank, Intshu Tshuna, Lange Davy en Dikke Jemmy, Nsho-Tshi, Old Death, Old Firehand, Old Surehand, Old Wabble, Ribanna, Sam Hawkens / Sam Barth, Dick Stone, Will Parker, Sans-Ear, Santer, Tangua, Tante Frolic / Tante Droll.
Uit de verhalen die spelen in de OriëntKara Ben Nemsi (met zijn paard Rih) en Hadji Halef Omar, en verder: Krüger Bey en Lord Lindsay.
In 2014, 102 jaar na de dood van de auteur, verscheen nog een onbekend en onvoltooid verhaal in het 90e en laatste deel van het Verzameld Werk. De Verloren Zoon handelt over een booswicht, Zechenmolf, die door de wouden in de grensstreek van Duitsland en Bohemen trekt. Het zou zijn geschreven in de jaren zeventig van de 19e eeuw.

### Versies
May heeft zeer veel geschreven: zijn bibliografie in het Karl-May-Handbuch beslaat 23 bladzijden. Van een aantal van zijn werken zijn bewerkingen gemaakt, zowel door hemzelf als door anderen. Er zijn werken verschenen onder verschillende titels. Sommige werken zijn verspreid over meerdere banden uitgegeven, maar verschillende uitgaven waren verschillend in aantallen banden, indeling en titels. Het is ook voorgekomen dat een werk een nieuwe titel kreeg, waarna een ander werk de oude titel als nieuwe titel kreeg, bv. Old Surehand III dat later Old Surehand II ging heten. Ook hergebruikte May regelmatig (delen van) oude verhalen in nieuwe. Van de werken zijn meerdere vertalingen gemaakt, en sommige vertalingen zijn later weer bewerkt en heruitgegeven. Dit alles heeft als gevolg dat het niet eenvoudig is een overzicht te maken van de boeken van Karl May. Ook over de Duitse en Nederlandse uitgaven zijn veel artikelen en boeken geschreven: een lijst met titels in het Karl-May-Handbuch beslaat 20 bladzijden. Overigens betekent het "bewerkt zijn" van een werk van May in een aantal gevallen dat het (soms sterk) ingekort is; een eufemistische omschrijving dus.
Uit een voorwoord:
Bij de bewerking dezer uitgave zijn wij van de stelling uitgegaan, dat de jeugd, die gaarne de boeken van Karl May leest, een vlot geschreven boek weet te waardeeren. Daarom hebben wij gemeend, hier en daar bij de vertaling verkorting te moeten toepassen, door weg te laten wat, hetzij als specifiek Duitsche woordspeling, hetzij als betrekking hebbend op specifiek Duitsche toestanden, voor den Nederlandschen jeugdigen lezer onbegrijpelijk is. Bovendien kwam het ons wenschelijk voor, de vaak te lange landschapsbeschrijvingen e.d. en de vele in het origineel voorkomende herhalingen, die o.i. slechts storend werken, of in het geheel niet of beknopt weer te geven.

### Uitgevers van Nederlandstalige edities

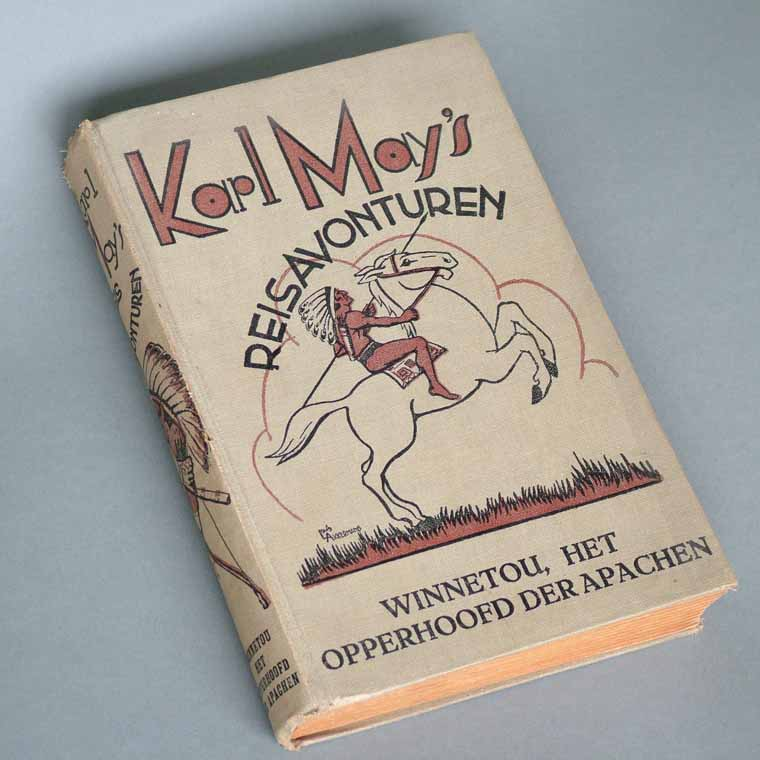
ca. 1940, Indiaan te paard met lans

In de loop van de tijd zijn Mays werken in het Nederlands uitgegeven door minstens 55 uitgeverijen. De voornaamste worden hier genoemd, met de periode waarin de werken werden uitgegeven.
- W.H.J. van Nooten, Haarlem, gaf in 1890 De oude dood uit als eerste Nederlandstalige boek van May.
- Van Goor Zonen, Gouda, 1895 - 1903
- Uitgevers-maatschappij "Nederland", 's-Gravenhage, 1895 - 1907
- H.J.W. Becht, Amsterdam, 1904 - 1984. Latere edities zijn geïllustreerd door Hans G. Kresse.
- A.G. Schoonderbeek, Laren, 1919 - 1945 (gerekend tot de mooist uitgegeven Karl May-boeken)
- Frany (een soort huismerk van de HEMA), 1930 - 1948 (in twee verschillende uitgaven)
- Hollandsch Uitgeversfonds, Amsterdam , 1928 - 1942
- Onbekende uitgever, reeks meestal omschreven als "Indiaan te paard met lans" (vanwege een kenmerkende afbeelding op de voorzijde), 1935 tot in jaren 1940
- Uitgeversfonds Het Boekhuis, Ledeberg (Gent) (later Het Boekhuis, Antwerpen), 1934 - 1955
- Prisma-boeken, Het Spectrum, Utrecht, 1962 - 1967, twee reeksen van elk 25 pockets, met een groot aantal herdrukken van de populairste boeken was deze reeks een groot succes. In latere jaren werden delen uit de reeksen opnieuw uitgegeven.
- Skarabee, Laren, ca. 1970
- Omega Jeugdboekerij, Amsterdam, 1976 - 1982, bewerkingen tot kinderboeken, fraai geïllustreerd
- W&L boeken (Loeb), Amsterdam, 1983 - 1986, 18 delen die de Duitstalige Gesammelte Werke vrij precies volgen
- Kadmos, Utrecht/Weert, 1988 - 1992, een productie voor Boek en Plaat
- Rebo Producties ("Remainder Books"), 1991

De uitgaven van "Frany" en "Hollandsch Uitgeversfonds" lijken nogal op elkaar.

### Overzicht van Nederlandse titels
Hieronder een overzicht van een deel van de in het Nederlands verschenen werken van May.
Als uitgangspunt is de 50-delige reeks Prismapockets van uitgeverij Het Spectrum genomen, aangezien dat de reeks is met zowel de meeste titels als de grootste verspreiding en bekendheid. Deze reeks vertalingen stemt niet geheel overeen met de in Duitsland verschenen series die meer delen bevatten. Het overzicht is niet volledig en bevat wellicht fouten.
| Nr.                                                                                                 | Titel                                                                                           | Originele of verwante Duitse titel(s)                                                                                           | Elders uitgegeven als                                                                                         | Opmerkingen |
| De verhalen over het Wilde Westen (spelen tussen 1860 en 1880)                                      | De verhalen over het Wilde Westen (spelen tussen 1860 en 1880)                                  | De verhalen over het Wilde Westen (spelen tussen 1860 en 1880)                                                                  | De verhalen over het Wilde Westen (spelen tussen 1860 en 1880)                                                | De verhalen over het Wilde Westen (spelen tussen 1860 en 1880) |
| --------------------------------------------------------------------------------------------------- | ----------------------------------------------------------------------------------------------- | --- | --- | --- |
| 1                                                                                                   | Winnetou, het grote opperhoofd                                                                  | Winnetou I | Winnetou, het opperhoofd der Apachen Winnetou, het grote Apache opperhoofd                                    | met Sam Hawkens, Will Parker, Dick Stone, Tangua, Intshu-Tshuna, Nscho-Tschi en Santer |
| 2                                                                                                   | Old Shatterhand                                                                                 | Winnetou II | Winnetou en Old Shatterhand De pelsjagers van de Rio Pecos                                                    | met Sam Hawkens, Old Death, Old Firehand, Will Parker, Dick Stone, Ribanna en Santer. bestaat uit 2 verhalen: Old Shatterhand als detective en De pelsjagers van Old Firehand. |
| 3                                                                                                   | De zoon van de berejager                                                                        | Unter Geiern (ook bekend als Der Sohn des Bärenjägers en Der Geist des Llano estakado)                                          | Het geheim van de witte bison De gieren van het rotsgebergte Old Shatterhand verslaat Sioux                   | met Hobble-Frank, Dikke Jemmy, Lange Davy, Bauman (vader & zoon), Bob, Bloody Fox en Wohkadeh (Witte Bison). |
| 4                                                                                                   | De Zwarte Mustang                                                                               | Winnetou III Halbblut (ook bekend als Der Schwarze Mustang)                                                                     | De halfbloed                                                                                                  | met Sans-Ear, de Zwarte Mustang en Hobble Frank |
| 5                                                                                                   | De oase in de Llano Estacado                                                                    | Old Surehand I | De Llano Estacado Old Surehand De bevrijding van Old Surehand                                                 | met Old Wabble, Old Surehand, Hobble-Frank, Bob, Apanatschka en "Bloody Fox" |
| 6                                                                                                   | Het geheim van Old Surehand                                                                     | Old Surehand II | De Duivelskop van het Rotsgebergte Afrekening aan de Duivelskop De blanke medicijnman + Het geheim ontsluierd | met Old Surehand, Apanatschka, Dick Hammerdull en Pitt Holbers; Old Wabble's dood |
| 7                                                                                                   | De schat in het Zilvermeer                                                                      | Der Schatz im Silbersee | | met Old Firehand, Tante Frolic/Droll, Hobble-Frank, Dikke Jemmy, Lange Davy, Gunstick Uncle, Humply Bill, Kornel Brinkley en Lord David Lindsay. Bijzonderheid is het afwijkend vertelperspectief: May's bekendste personages Winnetou en Old Shatterhand verschijnen pas ten tonele in de tweede helft van dit boek. |
| 8                                                                                                   | Winnetou en de goudzoekers                                                                      | Weihnacht | Het goud van Winnetou                                                                                         | met "Carpio", Hiller, Hermann Rost, Amos Sannel, Welly, Watter, Lachner, Emil Reiter, Corner, Frank Sheppard, Eggly, Yakoni-topa, Avaht-niah en Peteh |
| 9                                                                                                   | De Oliekoning                                                                                   | Der Ölprinz | De Petroleumkoning Bandieten en landverhuizers Winnetou als overwinnaar                                       | met Hobble-Frank, Tante Frolic/Droll, Sam Hawkens, Will Parker, Dick Stone |
| 10                                                                                                  | De rotsvesting in Sonora                                                                        | Die Felsenburg Krüger Bei | De Landverhuizers De zonen der Mimbrenjo's De Heiligen Ontheiligd                                             | met Harry Melton, Rober Weller, Frank Weller, Nalgu-mokashi, Yuma-shetar en Yuma-tsil |
| 11                                                                                                  | Winnetou bij de bedoeïenen                                                                      | Krüger Bei en Satan und Ischariot                                                                                               | Old Shatterhand als detective Het graf van de Comanche Kruger Bei de oppermachtige + Jacht op een moordenaar  | met "de Meltons" |
| 12                                                                                                  | De dood van Winnetou, met: - Het slot in het Oerwoud - De dood van Winnetou                     | Satan und Ischariot Winnetou III                                                                                                | Old Shatterhand als detective Winnetou's dood                                                                 | |
| 13                                                                                                  | De boodschap van Winnetou                                                                       | Winnetous Erben (ook bekend als Winnetou IV)                                                                                    | Winnetou's testament Winnetou's wil wordt wet                                                                 | speelt in 1908 |
| Delen 14 en 15 vormen samen één verhaal, dat speelt in Zuid-Amerika                                 |                                                                                                 | | | |
| 14                                                                                                  | Aan de Rio de la Plata                                                                          | Am Rio de la Plata | | |
| 15                                                                                                  | De Koningin van Gran Chaco                                                                      | In den Kordilleren | | |
| De verhalen over de Oriënt, de originele reeks met Kara Ben Nemsi                                   |                                                                                                 | | | |
| 16                                                                                                  | Kara Ben Nemsi, de held uit de woestijn                                                         | Durch die Wüste (ook bekend als Durch Wüste und Harem)                                                                          | Kara-ben-Nemsi, de held uit het avondland Kara-Ben-Nemsi                                                      | het eerste verhaal van May over de avonturen van zijn heroïsch personage Kara Ben Nemsi met zijn bediende Hadji Halef Omar in het Ottomaanse Rijk. |
| 17                                                                                                  | Door het woeste Koerdistan                                                                      | Durchs wilde Kurdistan Reise-Abenteuer in Kurdistan                                                                             | In Koerdistan Door Koerdistan Tussen rovers en bloedwrekers                                                   | |
| 18                                                                                                  | Van Bagdad naar Istanboel                                                                       | Von Bagdad nach Stambul (ook bekend als Die Todes-Karavane)                                                                     | Van Bagdad naar Stamboel                                                                                      | |
| 19                                                                                                  | In de rotskloven van de Balkan                                                                  | In den Schluchten des Balkan | In de schuilhoeken van de Balkan                                                                              | |
| 20                                                                                                  | Door het land der Skipetaren                                                                    | Durch das Land der Skipetaren                                                                                                   | | |
| 21                                                                                                  | De bandiet der Albaanse bergen                                                                  | Der Schut en Im Sudan | De strijd in de Albaanse bergen                                                                               | |
| Overige verhalen over de Oriënt                                                                     |                                                                                                 | | | |
| 22                                                                                                  | Mensenjagers aan de Nijl                                                                        | Menschenjäger (ook bekend als Der Mahdi I: Am Nile en als Im Lande des Mahdi I)                                                 | Mensenjagers                                                                                                  | |
| 23                                                                                                  | In het land van de Mahdi                                                                        | Der Mahdi (ook bekend als Der Mahdi II: Im Sudan en als Im Lande des Mahdi II)                                                  | | |
| 24                                                                                                  | De laatste slavenjacht                                                                          | Im Sudan, tweede vertelling uit Der Schut, zesde vertelling uit Der Löwe der Blutrache. (Ook bekend als Die letzte Sklavenjagd) | Het einde van de slavenjager                                                                                  | |
| 25                                                                                                  | De smokkelaars van de Tigris                                                                    | Bei den Trümmern von Babylon (ook bekend als Im Reiche des silbernen Löwen II)                                                  | Kara ben Nemsi en de smokkelaars van de Tigris Kara ben Nemsi in de toren van Babel                           | |
| Nr.                                                                                                 | Titel                                                                                           | Originele of verwante Duitse titel(s)                                                                                           | Elders uitgegeven als                                                                                         | Opmerkingen |
| Delen 26 t/m 30 vormen samen één verhaal, naar het Duitse Waldröschen; De wraakjacht rond de aarde. |                                                                                                 | | | |
| 26                                                                                                  | Slot Rodriganda                                                                                 | Schloß Rodriganda | | |
| 27                                                                                                  | De piramide der Azteken                                                                         | Die Pyramide des Sonnengottes                                                                                                   | | |
| 28                                                                                                  | Juarez van Mexico                                                                               | Benito Juarez | | |
| 29                                                                                                  | Kanselier en prairiejager, met - Spoorzoeker Giersnavel - Woudroosje                            | Trapper Geierschnabel | | |
| 30                                                                                                  | De stervende Keizer                                                                             | Der sterbende Kaiser | | |
| Delen 31 t/m 34 vormen samen één verhaal, naar het Duitse Die Liebe des Ulanen.                     |                                                                                                 | | | |
| 31                                                                                                  | De weg naar Waterloo                                                                            | Der Weg nach Waterloo | vele verschillende titels                                                                                     | |
| 32                                                                                                  | De kluizenaar in de Sahara                                                                      | Das Geheimnis des Marabut | vele verschillende titels                                                                                     | |
| 33                                                                                                  | De spion van Ortry                                                                              | Der Spion von Ortry | vele verschillende titels                                                                                     | |
| 34                                                                                                  | Titanen vechten het uit                                                                         | Die Herren von Greifenklau | vele verschillende titels                                                                                     | |
| Overige verhalen. Delen 35 en 36 vormen samen één verhaal.                                          |                                                                                                 | | | |
| 35                                                                                                  | De admiraal van de Sultan                                                                       | Zepter und Hammer | De wraak van den Khedive                                                                                      | |
| 36                                                                                                  | De schat van de Maharadja                                                                       | Die Juweleninsel | | |
| 37                                                                                                  | De woestijnrovers van Noord-Afrika, met - De jacht op de paardendief - De koningin der woestijn | Der Krumir tweede deel uit Deutsche Herzen, deutsche Helden                                                                     | | |
| 38                                                                                                  | De slavenkaravaan                                                                               | Die Sklavenkarawane | In de Soedan                                                                                                  | |
| 39                                                                                                  | Piraten aan de Stille Oceaan                                                                    | Am Stillen Ozean Ein Abenteuer auf Ceylon Die Rache des Ehri Der Kiang Lu                                                       | | |
| 40                                                                                                  | De woudloper                                                                                    | Der Waldläufer | | |
| 41                                                                                                  | De kaperkapitein, met ook: - Het toverwater (18e eeuw) - De eenzame Ridder (15de eeuw)          | Robert Surcouf / Halbblut Das Zauberwasser Ritter und Rebellen / Sutemin der Einsame                                            | Surcouf de kaperkapitein                                                                                      | |
| 42                                                                                                  | De schrik van het Ertsgebergte                                                                  | Das Buschgespenst | | |
| 43                                                                                                  | Desperado's                                                                                     | teksten uit Kapitän Kaiman Der Waldschwarze en Halbblut                                                                         | | korte verhalen |
| 44                                                                                                  | Het masker van de blanke Radja                                                                  | Der Fremde aus Indien | | |
| Delen 45 t/m 48 vormen samen één verhaal, naar het Duitse Deutsche Herzen, deutsche Helden.         |                                                                                                 | | | |
| 45                                                                                                  | De valse derwisj                                                                                | eerste deel uit Deutsche Herzen, deutsche Helden Der Derwisch                                                                   | Een Duitsche Sultane De heerser van Tunis                                                                     | |
| 46                                                                                                  | De vorst der bleekgezichten                                                                     | derde deel uit Deutsche Herzen, deutsche Helden                                                                                 | De vorst der bleekgezichten                                                                                   | |
| 47                                                                                                  | In het dal van de dood                                                                          | derde deel uit Deutsche Herzen, deutsche Helden                                                                                 | De vorst der bleekgezichten                                                                                   | |
| 48                                                                                                  | Wild-west in Siberië                                                                            | vierde deel uit Deutsche Herzen, deutsche Helden                                                                                | De engel van de bannelingen                                                                                   | |
| 49                                                                                                  | Het testament van de Inka                                                                       | Das Vermächtnis des Inka | | Plot lijkt op 14/15 |
| Een boek met teksten over de schrijver zelf                                                         |                                                                                                 | | | |
| 50                                                                                                  | Karl May en zijn wereld                                                                         | teksten uit Ich Auf fremden Pfaden Das Zauberwasser                                                                             | | |
| Nr.                                                                                                 | Titel                                                                                           | Originele of verwante Duitse titel(s)                                                                                           | Elders uitgegeven als                                                                                         | Opmerkingen |

### Overzicht van Duitse titels
De uitgeverij Karl May Verlag publiceert sinds 1913 Karl May’s Gesammelte Reiseerzählungen. Daarnaast verwierf dit bedrijf de rechten op elders gepubliceerde werken. Herzieningen van deze teksten werden toegevoegd aan de oorspronkelijke serie en uitgebreid tot de Gesammelte Werken (und Briefen), waarbij de oorspronkelijke 33 delen ook aanzienlijke bewerkingen ondergingen. In 1945 was de serie gegroeid tot 65 delen.
Sinds het auteursrecht op de werken van May in 1963 afliep, zijn deze sindsdien ook door andere uitgevers uitgegeven. Lange tijd probeerde de Karl May Verlag echter met alle juridische middelen zijn positie over alle concurrenten te behouden, omdat alle aanpassingen waren nog steeds bescherming verdienden.
Een historisch-kritische editie van de werken van Karl May bevat in 120 delen en werd oorspronkelijk uitgegeven door Hermann Wiedenroth (tot 1998 samen met Hans Wollschläger), verschijnt sinds 1987. Deze filologisch betrouwbare uitgave tracht de authentieke bewoordingen in de eerste drukken en waar mogelijk ook in de handschriften van de auteur weer te geven en geeft informatie over de geschiedenis van de tekst. Na jaren van geschillen en herhaalde wisselingen van uitgeverij, wordt de historisch-kritische editie sinds 2008 uitgegeven door Karl May Verlag, waarbij de Karl May Gesellschaft verantwoordelijk is voor de teksten en de Karl May Stiftung (met het Karl May Museum) voor de exploitatie.
De Duitse uitgeverij Weltbild-Verlag heeft een geïllustreerde uitgave in 92 delen gepubliceerd, die wordt beschouwd als de best beschikbare, bijna volledige uitgave. Er waren andere uitgebreide edities van uitgeverij Bertelsmann Verlag (30 delen met een bloemlezing van bewerkte teksten), van uitgeverij Verlag Manfred Pawlak (74 delen; onbewerkt, maar incompleet). De Karl May Gesellschaft publiceert een reeks herdrukken die vooral de tijdschriftpublicaties van Karl May weer toegankelijk maken.
Sinds 2004 bestaat er ook een digitale full-text editie van Directmedia Publishing. 

#### Reisavonturen
In de periode 1892 tot en met 1910 verschenen in de reeks Verzamelde reisverhalen in totaal 33 reisverhalen.
1. Durch Wüste und Harem of Durch die Wüste (1892) -  Oriënt-reeks 1
2. Durchs wilde Kurdistan (1892) -  Oriënt-reeks 2
3. Von Bagdad nach Stambul (1892) -  Oriënt-reeks 3
4. In den Schluchten des Balkan (1892) -  Oriënt-reeks 4
5. Durch das Land der Skipetaren (1892) -  Oriënt-reeks 5
6. Der Schut (1892) -  Oriënt-reeks 6
7. Winnetou I (1893)
8. Winnetou II (1893)
9. Winnetou III (1893)
10. Orangen und Datteln (1893) of Sand des Verderbens - bloemlezing
11. Am Stillen Ocean (1894) - bloemlezing
12. Am Rio de la Plata (1894)
13. In den Kordilleren (1894)
14. Old Surehand I (1894)
15. Old Surehand II (1895), of Kapitän Kaiman
16. Im Lande des Mahdi I (1896), of Menschenjäger
17. Im Lande des Mahdi II (1896), of Der Mahdi
18. Im Lande des Mahdi III (1896), of Im Sudan
19. Old Surehand III (1897) of Old Surehand II
20. Satan und Ischariot I (1896) of Die Felsenburg
21. Satan und Ischariot II (1897) of Krüger Bei
22. Satan und Ischariot III (1897) of Satan und Ischariot
23. Auf fremden Pfaden (1897)
24. "Weihnacht!" (1897)
25. Im Reiche des silbernen Löwen I (1898) of Der Löwe der Blutrache
26. Im Reiche des silbernen Löwen II (1898) of Bei den Trümmern von Babylon
27. Am Jenseits (1899)
28. Im Reiche des silbernen Löwen III (1902) of Im Reiche des silbernen Löwen
29. Im Reiche des silbernen Löwen IV (1903) of Das versteinerte Gebet
30. Und Friede auf Erden! (1904)
31. Ardistan und Dschinnistan I (1909) of Ardistan
32. Ardistan und Dschinnistan II (1909) of Der Mir von Dschinnistan
33. Winnetou IV (1910) of Winnetous Erben

#### Jeugdverhalen
De jeugdverhalen verschenen in de periode van 1887 tot 1897 voor het tijdschrift Der Gute Kamerad. De meesten spelen zich af in het Wilde Westen. Old Shatterhand is in tegenstelling tot de reisavonturen niet de ik-persoon.  
- Die Helden des Westens is de titel van een band met twee verhalen:
  - Der Sohn des Bärenjägers (1887) of Unter Geiern (deel 1)
  - Der Geist des Llano Estacado (1888) of Unter Geiern (deel 2)
- Der blaurote Methusalem (1892) of Kong-Kheou, das Ehrenwort (1888/89)
- Die Sklavenkarawane (1889/90)
- Der Schatz im Silbersee (1890/91)
- Das Vermächtnis des Inka (1891/92)
- Der Ölprinz (1893/94)
- Der schwarze Mustang (1896/97) of Halbblut

#### Colportageromans
Deze worden ook wel Münchmeyerromans of Kolporta-romans genoemd. Enkele hiervan omvatten duizenden pagina's. Boekuitgaven daarvan zijn verdeeld over meerdere banden en de titels van die banden verschillen van uitgever tot uitgever. Hieronder de oorspronkelijke titels:
- Das Buch der Liebe (1875-76)
- Geographische Predigten (1875/76)
- Der beiden Quitzows letzte Fahrten (1876/77)
- Auf hoher See gefangen (1877/78) of Auf der See gefangen
- Zepter und Hammer (1879/80)
- Die Juweleninsel (1880–82)
- Das Waldröschen (1882–84)
- Die Liebe des Ulanen (1883–85)
- Der verlorne Sohn (1884–86)
- Deutsche Herzen – Deutsche Helden (1885–88)
- Der Weg zum Glück (1886–88)

#### Overige
Verdere werken van May zijn o.a. vertellingen, gedichten, opstellen, een toneelstuk, autobiografische teksten en enkele liederen met muziek.

### Afgeleide werken
Er zijn ook bioscoopfilms en stripverhalen gemaakt die zijn gebaseerd op de verhalen van May. Zie de artikelen Winnetou en Old Shatterhand voor nadere gegevens. In de stripreeks Karl May komen beide personages voor.

## Verkoopstop door Ravensburger in 2022 en vervolg daarop
In Duitsland ging op 11 augustus 2022 de jeugdfilm Der junge Häuptling Winnetou (Het jonge opperhoord Winnetou) in première. 
De film is gebaseerd op de musical Kleiner Häuptling Winnetou (Klein opperhoofd Winnetou).
De Duitse uitgeverij Ravensburger gaf twee boeken uit bij deze film, beide geschreven door de Duitse kinderboekenschrijver Thilo Petry-Lassak:
- Der junge Häuptling Winnetou: Das Buch zum Film
- Der junge Häuptling Winnetou: Das Erstlesebuch zum Film

Zowel de film als beide boeken kregen zware kritiek.
Uitgeverij Ravensburger nam daarom beide gewraakte boeken uit de handel.
Ook hierop kwam veel kritiek.
Hoewel het dus niet om boeken ging van Karl May, ontstond in Duitsland een levendige discussie over het werk van Karl May; in Nederland ontstond door een verkeerde vertaling het beeld dat in Duitsland alle boeken van Karl May verboden waren. 
Uitgeverij Meulenhoff, een van meerdere uitgevers van Winnetou-boeken, haalde hun Winnetou-uitgaven; het ging daarbij vooral om verouderde vertalingen. Ook zette bol.com in 2021 voorlopig de verkoop stopvan de Winnetou-uitgave van 2021, terwijl dat juist het verhaal in context plaatst, en de vertaalkeuzes van de vertalers netjes verantwoordt. 

 Anno 2025 bieden zij deze uitgave weer aan. 
Zowel de Nederlandse Karl May Vereniging als de Duitse Karl-May-Gesellschaft e.V. en Karl-May-Stiftung hebben zich sterk uitgesproken tegen de negatieve sentimenten over het werk van May.
Ook enkele leden van de Tweede Kamer gaven er hun mening over.